# Urbano Rivera
Pour les articles homonymes, voir Rivera.
Urbano Rivera, né le 1er avril 1926 en Uruguay et mort en juillet 2002, est un joueur de football international uruguayen, qui évoluait au poste de milieu de terrain.

## Biographie

### Carrière en club
Avec le Danubio Fútbol Club, il remporte un titre de champion d'Uruguay de deuxième division.

### Carrière en sélection
Avec l'équipe d'Uruguay, il joue 7 matchs (pour aucun but inscrit) entre 1953 et 1954. 
Il figure dans le groupe des sélectionnés lors de la Coupe du monde de 1954. Il ne joue toutefois aucun match lors du mondial organisé en Suisse.

## Palmarès
Danubio
- Championnat d'Uruguay D2 (1) :
  - Champion : 1947.